# شگ‌ماهی چشم‌درشت
شگ‌ماهی چشم‌درشت گونه‌ای از پرتوماهیان است که کوچکتر از بقیه گونه‌های جنس شگ‌ماهی‌ها (Alosa) است.
این ماهی دارای کیل شکمی فلس‌دار است و قاعده باله مخرجی آن بزرگتر از قاعده باله پشتی است.
شگ‌ماهی چشم‌درشت دو سوپرماکسیلار دارد، دارای چشم‌های درشتی است و کیسه شنای آن از جلو با معده و از پشت با مخرج ارتباط دارد.
تعداد خارهای آبششی آن ۳۰-۴۰ است و پشت سرپوش آبششی‌اش ۲ لکه سیاه وجود دارد.
شگ‌ماهی‌های چشم‌درشت برای محافظت از خود به صورت آرایش ماهی بزرگ قرار می‌گیرند.